# Алексеев, Василий Алексеевич (генерал-майор)
Василий Алексеевич Алексеев (1891—1950) — советский специалист в области стрельбы зенитной артиллерии и внешней баллистики, генерал-майор инженерно-артиллерийской службы (17.11.1942), действительный член ААН (20.09.1946), доктор технических наук (1946), профессор (1946).

## Биография
Родился 24 декабря 1891[по какому календарю?] года в Санкт-Петербурге. В 1900—1911 годах учился в  10-й Санкт-Петербургской гимназии. Будучи гимназистом, с 1907 года с давал уроки, во время летних каникул работал в конторе товарной станции Варшавской железной дороги. С сентября 1911 по ноябрь 1916 года — студент историко-филологического факультета Императорского Санкт-Петербургского университета.
В январе 1917 года начал военную службу юнкером Константиновского артиллерийского училища. С июля 1917 года — помощник командира взвода, затем — командир взвода 2-й батареи 1-го дивизиона 1-й запасной тяжелой артиллерийской бригады в Царском Селе. Последнее звание в российской армии — прапорщик.
С марта 1918 года — помощник заведующего отделом распределения, затем заведующий отделом распределения комиссариата продовольствия Нарвского района г. Петрограда. В Красной армии — с апреля 1919 года: агент связи управления артиллерии 18-й стрелковой дивизии. С июня 1919 года — адъютант 1-го легкого артиллерийского дивизиона 40-й стрелковой пехотной дивизии. Участник Гражданской войны на Северном фронте. С июля 1920 года — исполняющий обязанности командира роты 1-й команды (выздоравливающих красноармейцев) Петроградского военного округа.
В октябре 1920 года стал слушателем баллистического факультета Артиллерийской академии РККА, по окончании которого с сентября 1925 года — стажер  и исполняющий обязанности командира батареи 2-й железнодорожной батареи 1-го зенитного артиллерийского полка Ленинградского военного округа.
С августа 1926 года был руководителем опытов Курсов усовершенствования командного состава зенитной артиллерии РККА в Севастополе; с  октября 1926 — начальник баллистической лаборатории Полигона зенитной артиллерии РККА, с ноября 1927 — старший руководитель опытов. В ноябре 1930 года был назначен начальником научно-исследовательского отдела Научно-исследовательского зенитного полигона РККА в Евпатории.
С сентября 1933 года — в Артиллерийской академии РККА им. Ф. Э. Дзержинского: старший преподаватель кафедры стрельбы; с марта 1935 года — помощник начальника научно-исследовательского отдела; с февраля 1937 — старший преподаватель кафедры стрельбы; с августа 1938 — профессор кафедры стрельбы; с августа 1939 — старший преподаватель кафедры стрельбы зенитной артиллерии; с сентября 1941 — начальник кафедры стрельбы зенитной артиллерии. По совместительству в 1939—1941 годах был преподавателем кафедры баллистики МВТУ им. Н. Э. Баумана. Действительный член ААН (с 20.09.1946) по отделению № 2. С апреля 1947 года — академик-секретарь отделения № 2 ААН.
Крупнейший специалист в области стрельбы зенитной артиллерии и внешней баллистики. Докторскую диссертацию защищал по теме: «Стрельба осколочной гранатой зенитной артиллерии среднего калибра». Подготовил 22 отчёта по научно-исследовательским работам, написал и опубликовал 12 печатных научных трудов. Все эти труды стали ценным вкладом в теорию зенитной артиллерии и внешней баллистики<.
Был награждён орденом Ленина, двумя орденами Красного Знамени, орденом Красной Звезды и рядом медалей.
Умер 14 октября 1950 года от рака трахеи, похоронен на Новодевичьем кладбище Москвы.